# Prionolabis freeborni
Prionolabis freeborni là một loài ruồi trong họ Limoniidae. Chúng phân bố ở miền Tân bắc.